# Ricardo Tobón

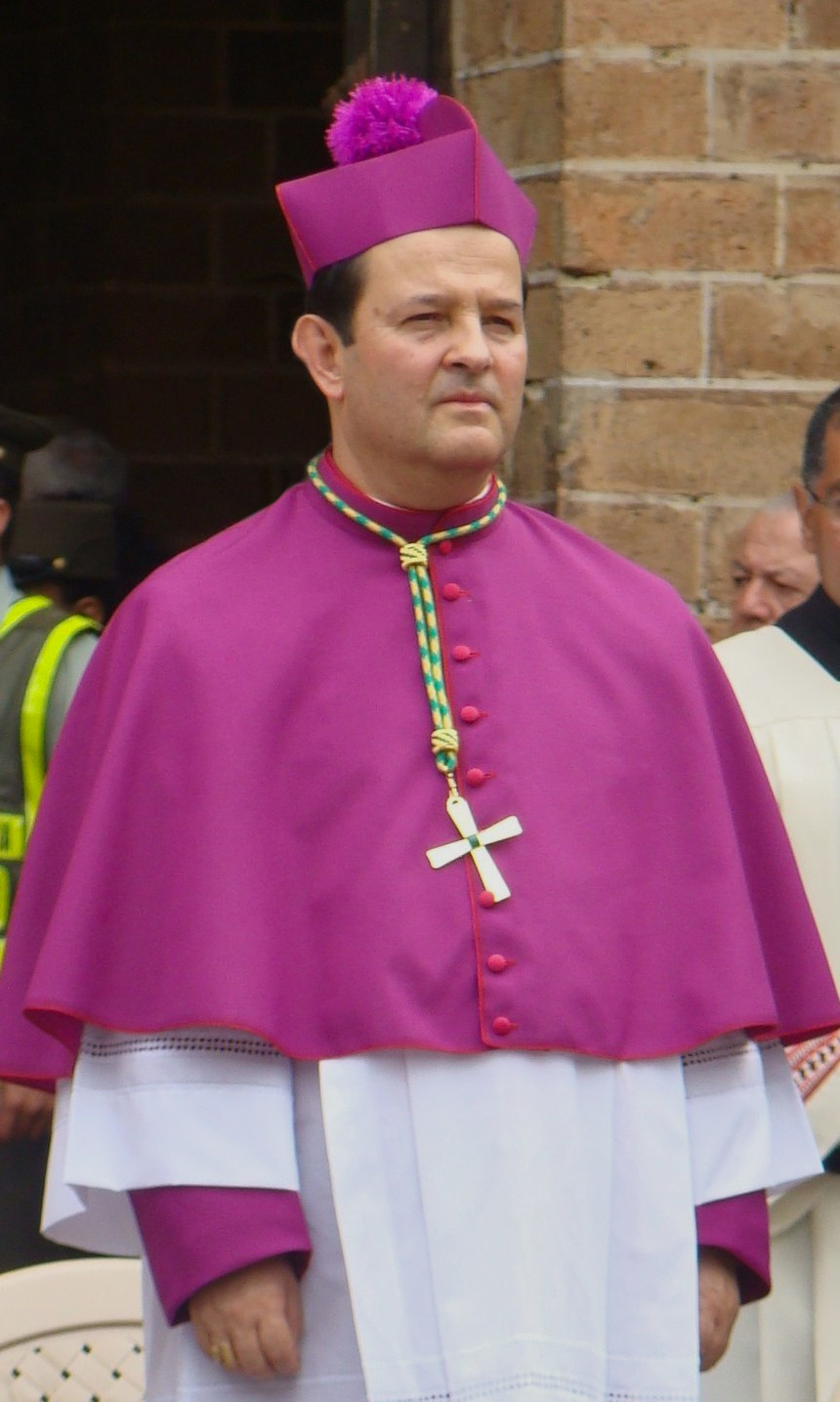
Erzbischof Ricardo Tobón (2010)

Wappen als Erzbischof von Medellín

Unterschrift

Ricardo Antonio Tobón Restrepo (* 8. Mai 1951 in Ituango) ist ein kolumbianischer Geistlicher und römisch-katholischer Erzbischof von Medellín.

## Leben
Ricardo Tobón Restrepo empfing am 22. August 1981 die Priesterweihe für das Bistum Santa Rosa de Osos.
Papst Johannes Paul II. ernannte ihn am 25. April 2003 zum Bischof von Sonsón-Rionegro. Der Apostolische Nuntius in Kolumbien, Erzbischof Beniamino Stella, spendete ihm am 14. Juni desselben Jahres die Bischofsweihe; Mitkonsekratoren waren Germán Garcia Isaza CM, Bischof von Apartadó, und Orlando Antonio Corrales García, Bischof von Palmira. Als Wahlspruch wählte er Venga Tu Reino.
Am 16. Februar 2010 wurde er zum Erzbischof von Medellín ernannt und am 8. Mai desselben Jahres in das Amt eingeführt.
Am 6. Juli 2017 wurde er zum stellvertretenden Vorsitzenden der kolumbianischen Bischofskonferenz gewählt.
Im August 2020 stand er im Mittelpunkt eines Rechtsstreits um die Freigabe von Akten des Erzbistums Medellín über mehr als 900 mutmaßliche Fälle des sexuellen Missbrauchs durch Kleriker. Der kirchenkritische Journalist Juan Pablo Barrientos erwirkte einen Beschluss des kolumbianischen Verfassungsgerichtshofs, wonach ihm Tobón die kirchlichen Akten zu 915 Fällen von Geistlichen, die in der Vergangenheit beschuldigt worden waren, binnen 48 Stunden ab Urteilsverkündung für seine Recherchen offenlegen musste. Tobón verzögerte die Offenlegung durch Rückfragen an den Gerichtshof um mehrere Wochen, worauf er von Barrientos angezeigt wurde und von einer Haftstrafe bedroht ist.